# Japonské numerativy
Při počítání rozličných objektů se číslovky pojí s pomocnými číselnými jmény, tzv. numerativy. Sinojaponské čtení číslovek se používá ve spojení se sinojaposkými numerativy, kterých je většina, zatímco japonské čtení se uplatňuje ve spojení s japonskými numerativy. Ve spojení s některými číslovkami dochází k nepravidelné výslovnosti. Některé numerativy vyjadřují například životnost (lidé, malá či velká zvířata), jiné zase tvar (např. podlouhlý, plochý) nebo funkci.

## Numerativy připojující se k sinojaponským číslovkám

### Životné objekty
- 人 (にん、nin): numerativ pro lidi i některé nadpřirozené bytosti (1: hitori, 2: futari, 3: sannin, 4: jonin, 7: šiččin/nananin, 10: džúnin)

- 匹 (hiki): numerativ pro malá zvířata, ryby, hmyz (1: ippiki, 2: nihiki, 3: sanbiki, 4: jonhiki, 6: roppiki, 7: nanahiki, 8: happiki, 10: džuppiki)

- 頭 (tó): numerativ pro velká zvířata (1: ittó, 2: nittó, 7: nanató, 10: džuttó)

- 羽 (wa): numerativ pro králíky a ptáky (1: ippa/ičiwa, 2: niwa, 3: sanba, 4: jonwa, 10: džuppa/džúwa)

### Neživotné objekty
- 個 (ko): numerativ pro malé objekty, kousky (1: ikko, 2: niko, 6: rokko, 8: hakko,10: džukko)

- 本 (ほん、hon): numerativ pro dlouhé, válcovité objekty (1: ippon, 2: nihon, 3: sanbon, 6: roppon, 8: happon, 10: džuppon)

- 枚 (mai): numerativ pro tenké, ploché předměty (1: ičimai, 4: jonmai)

- 杯 (hai): numerativ pro hrníčky, skleničky, lžičky (1: ippa, 2: nihai, 3: sanbai, 6: roppai, 8: happai, 10: džuppai)

- 円 (en): jeny (1: ičien, 4: joen, 9: kjúen, 10: džúen)

- 冊 (sacu): numerativ pro svazky, kopie (1: issacu, 3: sansacu, 8: hassacu, 10: džussacu)

- 軒 (ken): numerativ pro domy (1: ikken, 3: sanken/sangen, 6: rokken, 10: džukken)

- 階 (kai): numerativ pro poschodí (1: ikkai, 3: sankai/sangai, 6: rokkai, 10: džukkai)

- 通 (cú): numerativ pro dopisy (1: iccú, 8: haccú, 10: džuccú)

- 台 (dai): numerativ pro stroje (1: ičidai, 4: jondai, 10: džúdai)

- 足 (soku): páry (týkající se nohou): (1: issoku, 3: sanzoku, 8: hassoku, 10: džussoku)

## Numerativy připojující se k japonským číslovkám
- 箱 (hako): krabice, krabička (1: hitohako, 2:futahako, 3: sanpako (mihako), 4: jonhako, 5: gohako)

- 組 (kumi): páry (1: hitokumi, 2: futakumi, 3: sankumi (mikumi), 4: jonkumi, 5: gokumi)